# Das Lied vom deutschen Vaterland, WAB 78
Das Lied vom deutschen Vaterland (Chant de la patrie allemande), WAB 78, est un chant patriotique composé par Anton Bruckner vers 1845 lors de son séjour à Saint-Florian.

## Historique
Bruckner a composé l'œuvre sur un texte d'un auteur inconnu vers 1845 lors de son séjour à Saint-Florian. Il l'a dédiée à Hans Schläger, le fondateur du chœur de Saint-Florian,.
Le manuscrit original est archivé à l'Abbaye de Saint-Florian. L'œuvre a été exécutée le 11 novembre 1921 à Saint-Florian par Franz Xaver Müller pour le 25e anniversaire de la mort du compositeur,.
L'œuvre, qui a d'abord été publiée dans le Volume II/2, pp. 14-15, de la biographie Göllerich/Auer,, est éditée dans le Volume XXIII/2, no 2 de la Bruckner Gesamtausgabe.

## Texte
Das Lied vom deutschen Vaterland utilise le texte d'un auteur inconnu.
| Wohlauf, ihr Genossen, stimmt an, stimmt an, Und hört ihr die Hörner nicht dröhnen? Und seht ihr nicht funkeln den goldenen Wein, Stimmt ein mit freudigen Tönen Und singet im Hochklang Hand in Hand Das Lied vom deutschen Vaterland. | Allez, compagnons, chantez, chantez ! N'entendez-vous pas le son des cors Et ne voyez-vous pas le vin doré mousser ? Joignez-vous à nous avec une joyeuse mélodie Et chantez à haute voix, la main dans la main, Le chant de la patrie allemande. |

## Composition
L'œuvre de 20 mesures en ré bémol majeur est composée pour chœur d'hommes (TTBB),. L'œuvre commence avec un saut d'octave typique de Bruckner aux quatre voix. En 1906, Franz Xaver Müller ajouta à l'œuvre trois strophes supplémentaires,.

## Discographie
Il n'y a qu'un seul enregistrement de Das Lied vom deutschen Vaterland :
- Thomas Kerbl, Männerchorvereinigung 12, Weltliche Männerchöre – CD : LIVA 054, 2012

## Sources
- August Göllerich, Anton Bruckner. Ein Lebens- und Schaffens-Bild, vers 1922 – édition posthume par Max Auer, G. Bosse, Ratisbonne, 1932
- Anton Bruckner – Sämtliche Werke, Band XXIII/2: Weltliche Chorwerke (1843-1893), Musikwissenschaftlicher Verlag der Internationalen Bruckner-Gesellschaft, Angela Pachovsky et Anton Reinthaler (Éditeurs), Vienne, 1989
- Cornelis van Zwol, Anton Bruckner 1824-1896 – Leven en werken, uitg. Thot, Bussum, Pays-Bas, 2012.  (ISBN 978-90-6868-590-9)
- Uwe Harten, Anton Bruckner. Ein Handbuch. Residenz Verlag, Salzbourg, 1996.  (ISBN 3-7017-1030-9).